# Sistema Buchholz

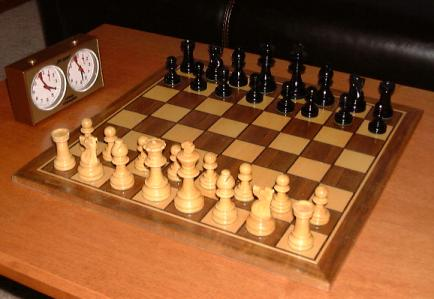
Scacchiera e orologio da torneo

Il sistema Buchholz (a volte citato come Bucholz o Buholz) è un metodo di spareggio utilizzato nei tornei di scacchi ed in altre competizioni per determinare la classifica dei giocatori che hanno terminato a pari punti.
Negli Stati Uniti è conosciuto con il nome Solkoff ed è utilizzato con le stesse varianti.

## Storia
È stato proposto per la prima volta nel 1932, seppur in forma diversa da come è usato oggi, da Bruno Buchholz, un giocatore tedesco vissuto a Magdeburgo.

## Come funziona
Per ordinare una classifica tra i giocatori quando sono a pari punti, il sistema Buchholz considera la somma dei punteggi degli avversari incontrati, fino a quel momento, dai giocatori stessi. Il giocatore che ottiene il valore più alto, a parità di punteggio, si troverà davanti in classifica. Questo criterio di spareggio, in tutte le sue varianti, è indicato per tornei individuali in cui il sistema di abbinamento è di tipo svizzero.
La versione originale ideata da Bruno Buchholz prevedeva la moltiplicazione della somma dei punteggi degli avversari per il punteggio conseguito dal giocatore stesso (in pratica un diverso modo di presentare la classifica). Attualmente si considera solo la somma dei punteggi degli avversari ed è prevista, per i tornei che si svolgono in Italia, la possibilità di adottare più varianti.
Per il calcolo di questo spareggio tecnico, fino al 2009 la FIDE considerava il risultato delle partite non giocate, per qualunque motivo e indipendentemente dal risultato registrato, come dei pareggi contro se stessi.
Attualmente la FIDE ha stabilito regole diverse. Sono stati codificati 2 princìpi che trattano le partite non giocate, facendo un distinguo tra il giocatore che non ha disputato una o più partite e gli avversari che lo hanno incontrato:
1. Nel caso di una partita non disputata per bye o forfait, per il giocatore sarà considerato per quel turno il punteggio dell'avversario virtuale.
2. Per il calcolo del Buchholz per gli avversari del citato giocatore, le sue partite non giocate, per qualunque motivo (bye, forfait, ritiro, esclusione) e indipendentemente dal risultato registrato, devono essere considerate come dei pareggi contro se stesso (questa regola si applica a quasi tutti i criteri di spareggio).

## Varianti
- Il Buchholz totale, o semplicemente Buchholz, prevede la somma di tutti i punteggi degli avversari incontrati.
- Il Buchholz tagliato (o cut1 secondo la terminologia FIDE) scarta nella somma il punteggio dell'avversario che ha totalizzato meno punti.
- Il Buchholz mediano scarta nella somma il punteggio dell'avversario che ha totalizzato più punti e quello dell'avversario che ha totalizzato meno punti.

Altre varianti prevedono lo scarto nella somma di più punteggi dall'alto e/o dal basso, ma sono attualmente in disuso.

### La variante italiana
La variante italiana considera le partite non giocate come se fossero state giocate, attribuendo ad esse il risultato e l'avversario registrati. Ciò differentemente dagli standard FIDE descritti sopra. Il Buchholz variante italiana propriamente detto inoltre è codificato e prevede tutta una serie di criteri di spareggio come di seguito ordinati:
1. il Buchholz tagliato;
2. il Buchholz totale;
3. il risultato dell'eventuale scontro diretto;
4. il maggior numero di vittorie;
5. i risultati ottenuti contro i singoli giocatori nell'ordine di classifica, compresi gli stessi ex aequo.

È possibile usare da soli o insieme il Buchholz cut1, il totale o il mediano calcolati come appena descritto.

## Esempi

### Buchholz totale
Al termine di un torneo di 6 turni, Pippo con 5 punti è a pari punti in classifica con un altro giocatore. La sua striscia di tabellone è:
Pippo 5.0 | +19 +6 +8 =3 =2 +9
(+ è vittoria; = è pareggio; i numeri sono quelli degli avversari)
I punteggi in classifica dei suoi avversari - che hanno giocato tutte le partite - sono:
19 = 1.5
6 = 2.5
8 = 2
3 = 3.5
2 = 5
9 = 4
Il Buchholz Totale di Pippo è dato dalla somma di: 1.5 + 2.5 + 2 + 3.5 + 5 + 4 = 18.5

### Buchholz tagliato (cut1)
Al termine di un torneo di 9 turni, Pluto con 6.5 punti è a pari punti in classifica con un altro giocatore. La sua striscia di tabellone è:
Pluto 6.5 | +27 +10 =5 =28 +2 =4 =9 =6 +8
(+ è vittoria; = è pareggio; i numeri sono quelli degli avversari)
I punteggi in classifica dei suoi avversari - che hanno giocato tutte le partite - sono:
27 = 2
10 = 2
5 = 5
28 = 4
2 = 6
4 = 5.5
9 = 5
6 = 6.5
8 = 5.5
Si scarta il punteggio 2 che è il più basso (è indifferente se quello del 10 o del 27).
Il Buchholz Tagliato (Cut 1) di Pluto è: 2 + 5 + 4 + 6 + 5.5 + 5 + 6.5 + 5.5 = 39.5

### Buchholz totale con vittoria a forfait
In un torneo di 5 turni Minni ha ottenuto 3 punti in classifica finale, con vittoria a forfait al 2º turno. La sua striscia di tabellone è:
Minni 3.0 | -8 +BYE =29 +24 =12
(+ è vittoria; - è sconfitta; = è pareggio; i numeri sono quelli degli avversari; BYE è l'assenza di avversario)
Applicando il Principio 1 in caso di vittoria a forfait, si ha:
- punteggio Minni prima del 2º turno = 0
- punti spareggio per quel turno = 0
- punti per ogni turno restante = 0.5 x 3 = 1.5

Il contributo al Buchholz di Minni della partita del 2º turno è: 0 + 0 + 1.5 = 1,5
Applicando il Principio 2, il contributo di Minni per il Buchholz dei suoi avversari è dato da:
0 + 0.5* + 0.5 + 1 + 0.5 = 2.5
(0.5* è il punteggio della partita non giocata, da sommare ai punti ottenuti giocando)

### Buchholz totale con sconfitta a forfait
In un torneo di 9 turni Paperino ha ottenuto 6 punti in classifica finale, con assenza (forfait) al 7º turno. La sua striscia di tabellone è:
Paperino 6.0 | +24 +11 +10 =3 =2 -1 -BYE +7 +4
(+ è vittoria; - è sconfitta; = è pareggio; i numeri sono quelli degli avversari; BYE è l'assenza di Paperino per quel turno)
Applicando il Principio 1 in caso di sconfitta a forfait, si ha:
- punteggio Paperino prima del 7º turno = 4
- punti spareggio per quel turno = 1
- punti per ogni turno restante = 0.5 x 2 = 1

Il contributo al Buchholz di Paperino della partita del 7º turno è: 4 + 1 + 1 = 6
Applicando il Principio 2, il contributo di Paperino per il Buchholz dei suoi avversari è dato da:
1 + 1 + 1 + 0.5 + 0.5 + 0 + 0.5* + 1 + 1 = 6.5
(0.5* è il punteggio della partita non giocata, da sommare ai punti ottenuti giocando)

### Buchholz totale variante italiana
Achille e Angelo sono arrivati pari merito in un torneo.
Calcoliamo il loro Buchholz totale secondo la variante italiana, conoscendo i loro avversari
```
19 Achille Punti 3.0 Avversari    -9    -14   =17   =20   +18   +3
20 Angelo Punti 3.0 Avversari    -10   -15   =18   =19   +11   +16
```

Legenda:
Il numero accanto al nome rappresenta il numero di sorteggio per identificare il giocatore nel tabellone. I segni "-" "+" e "=" indicano rispettivamente sconfitta, vittoria e patta.
Per farlo servono i punteggi di classifica dei loro avversari, ovvero:
```
 3 Lorenzo Punti 2.0
 9 Luca Punti 4.0
10 Nicola Punti 4.0
11 Fulvio Punti 2.0
14 Sergio Punti 3.0
15 Alessio Punti 3.0
16 Calogero Punti 2.0
17 Antonio Punti 2.5
18 Giulio Punti 0.5
```

Buchholz ITA TOT - Achille = 4.0 + 3.0 + 2.5 + 3.0 + 0.5 + 2.0 = 15.0
Buchholz ITA TOT - Angelo = 4.0 + 3.0 + 0.5 + 3.0 + 2.0 + 2.0 = 14.5
```
Achille precede Angelo in classifica
```

### Buchholz tagliato variante italiana
Prendendo spunto dall'esempio precedente, il Buchholz cut1 secondo la variante italiana sarà:
Buchholz ITA CUT1 - Achille = 4.0 + 3.0 + 2.5 + 3.0 + 0.5 + 2.0 - 0.5 = 14.5
Buchholz ITA CUT1 - Angelo = 4.0 + 3.0 + 0.5 + 3.0 + 2.0 + 2.0 - 0.5 = 14.0
```
Achille precede Angelo in classifica
```

### Criterio 5 della variante italiana
Se come criterio di spareggio tra Achille e Angelo volessimo utilizzare quello che tiene conto dei risultati contro i giocatori di classifica, compresi gli ex aequo, dovremo considerare, oltre alla storia dei loro avversari:
```
19 Achille Punti 3.0 Avversari    -9    -14   =17   =20   +18   +3
20 Angelo Punti 3.0 Avversari    -10   -15   =18   =19   +11   +16
```

anche la classifica provvisoria (che non definisce le posizioni di Achille e di Angelo):
```
Posizione Punti Sort./Nome
1 5.0 4 Giuseppe
2 4.5 5 Andrea
2 4.5 8 Davide
4 4.0 10 Nicola
4 4.0 9 Luca
4 4.0 6 Alberto
4 4.0 12 Martina
8 3.5 7 Giulia
9 3.0 14 Sergio
9 3.0 15 Alessio
9 3.0 19 Achille
9 3.0 20 Angelo
12 2.5 17 Antonio
13 2.0 2 Ernesto
13 2.0 3 Lorenzo
13 2.0 11 Fulvio
13 2.0 16 Calogero
13 2.0 13 Filippo
18 1.5 1 Marco
19 0.5 18 Giulio
```

Achille ha ottenuto il primo risultato utile, seppure si tratti di una patta, contro Antonio classificatosi al 12º posto, mentre Angelo l'ha ottenuto contro Giulio, che risulta classificato all'ultimo posto. In base a questo criterio, sarà Achille a precedere Angelo in classifica.

## Osservazioni
Si osserva che, da un medesimo torneo (vedi esempi), possono nascere classifiche diverse a seconda delle varianti di Buchholz utilizzate. La scelta del Buchholz come sistema di spareggio, senza ulteriori specificazioni, risulta incompleta. Per tale motivo è importante definire bene i criteri di spareggio prima dell'inizio delle manifestazioni.